# 苏氏外网藓
苏氏外网藓（学名：Exostratum sullivantii）为白发藓科外网藓属下的一个种。

## 扩展阅读
- 維基物種上的相關：苏氏外网藓